# 楽園ルウト
『楽園ルウト』（らくえんルウト）は、槻宮杏による日本の漫画作品。
漫画雑誌『LaLa DX』（白泉社）にて2003年1月号から2007年9月号まで連載されていた。単行本は同社の花とゆめコミックスから全8巻。2005年にはドラマCD化された。

## あらすじ
6年前に地上に落ち「羽の元」まで落としてしまった花都姫。落とした羽の元は、地上にいた双子の永塚兄弟に片方ずつ吸い込まれてしまった。羽が生えず、天上界にいられなくなった花都は天上界を追い出されてしまった。羽を取り戻そうと、永塚兄弟のもとへと出向くが、羽は思うように花都のものにはならなかった。

## 登場人物

永塚兄弟が持つあざ

花都姫（かづひめ）
本作の主人公で天界の姫天使。16歳。羽の元を落として以来、容姿は10歳のまま成長していない。永塚兄弟が、あざがある手を合わせることで羽が一時的に花都の元に戻り、本来の16歳の姿に変化する。天使としてふさわしくない発言をすると羽の元は永塚兄弟へ戻ってしまう。羽の所在は安定していない。本来の容姿は天界、人間界問わず周囲を魅了する美少女。そのため、永塚兄弟を心配させる。
永塚 笑也（ながつか えみや）
高校1年生。16歳。花都の左羽の持ち主。天眼（てんげん）と呼ばれる透視能力が高まる力を持つ。左手に十字のあざを持つ。手袋をすることで、能力を抑えることが出来る。手袋をはずすと遠くまで透視できるが、その後は疲労で眠気に襲われる。頭脳明晰で学校の女子生徒からの人気は高いが、男子生徒からはあまり好意をもたれていない。
永塚 大峰（ながつか たいほう）
高校1年生。16歳。花都の右羽の持ち主。神足（じんそく）と呼ばれる運動能力が高まる力を持つ。右手に十字のあざを持つ。手袋をすることで、能力を抑えることが出来る。手袋を忘れると少し触れただけで物を壊してしまう。成績はあまり良くないが、面倒見の良い性格から子供に好かれ、部活動仲間から頼りにされている。
劉（りゅう）
天界のエリート天使。花都の幼なじみで許婚。
青藍（せいらん）
劉に仕える天使。

## ドラマCD
マリン・エンタテインメントより、2005年9月22日に発売された。

### 声の出演
- 花都：沢城みゆき
- 永塚笑也：鳥海浩輔
- 永塚大峰：笹沼晃
- 劉：諏訪部順一
- 青藍：皆川純子
- 天の帝：納谷六朗
- 伝言鳥：こおろぎさとみ